# Davis Polk & Wardwell
Davis Polk & Wardwell, meglio noto come Davis Polk, è uno studio legale internazionale statunitense, tra i primi trenta al mondo per fatturato, con sede nel grattacielo 450 Lexington Avenue di New York e 9 ulteriori uffici tra Europa, Americhe e Asia.
Fa parte del ristretto gruppo di studi legali internazionali componenti la categoria Global Elite secondo la rivista specialistica The Lawyer.

## Storia
Davis Polk fa risalire le proprie origini a uno studio individuale di Manhattan aperto dall'avvocato ventunenne Francis N. Bangs. L'azienda ha cambiato più volte il proprio nome per tenere conto dell'afflusso di nuovi partner, utilizzando denominazioni come Bangs & Stetson; Bangs, Stetson, Tracey & MacVeagh e Stetson, Jennings & Russell. Verso la fine del XIX secolo, il banchiere John Pierpont Morgan assunse Francis Stetson come suo principale consulente, il quale aiutò Morgan a ristrutturare la Pennsylvania Railroad, nonché a creare la General Electric. Le moderne incarnazioni di Morgan, ossia JPMorgan Chase e Morgan Stanley, rimangono ad oggi clienti chiave dell'azienda. Tra gli altri avvocati di alto profilo che hanno lavorato per Davis Polk c'è inoltre il presidente Grover Cleveland, che fu membro dello studio durante l'intervallo tra i suoi due mandati presidenziali non consecutivi.
L'azienda fu ubicata al numero 15 di Broad Street dal 1889 al 1962 circa, e poi si trasferì nel grattacielo One Chase Manhattan Plaza fino al 1992. L'azienda ha votato nel 1967 per prendere il nome attuale dai tre partner più influenti dall'inizio alla metà del XX secolo: John W. Davis, Frank Polk e Allen Wardwell.
Ancora oggi tra gli studi legali maggiormente consultati da operatori ed aziende di Wall Street, durante la Grande recessione del 2007-2008 l'azienda ha rappresentato numerosi clienti governativi, tra cui il Dipartimento del Tesoro e la Federal Reserve Bank di New York. Nello stesso periodo, l'azienda ha svolto un importante ruolo di consulenza legale per quanto riguarda le società AIG, Freddie Mac, Lehman Brothers e Citigroup, così come nella stesura del Dodd-Frank Act.